# Мадура Юнайтед
Мадура Юнайтед (індонез. Madura United Football Club) — професійний індонезійський футбольний клуб з міста Памесакан на острові Мадура у провінції Східна Ява, який грає в Лізі 1. Клуб грає під цією назвою з 10 січня 2016 року, та є одним із небагатьох професійних клубів, якому вдалося отримати ліцензію від АФК протягом двох років поспіль.

## Назва команди
- «Пеліта Джая» (1986—1999); домашній стадіон «Лебак Булус», Джакарта; також як «Пеліта Мастранс» у 1997 році та «Пеліта Бакріє» у 1998—1999 роках
- «Пеліта Соло» (2000–02); домашній стадіон «Манахан», Суракарта
- «Пеліта Кракатау Стіл» (2002–06); домашній стадіон «Кракатау Стіл», Чілегон
- «Пеліта Джая Пурвакарта» (2006–08); домашній стадіон «Пурнаварман», Пурвакарта
- «Пеліта Джабар» (2008–09); домашній стадіон «Сі Джалак Харупат», Бандунг
- «Пеліта Джая Караванг» (2009–12); домашній стадіон «Сінгапербангса», Караванг
- «Пеліта Бандунг Рая» (2012—2015); домашній стадіон «Сі Джалак Харупат», Бандунг
- «Персіпасі Бандунг Рая» (2015); домашній стадіон «Патріот Чандрабага», Бекасі
- «Мадура Юнайтед» (2016–дотепер); домашній стадіон «Гелора Рату Памелінган», Памесакан[2]

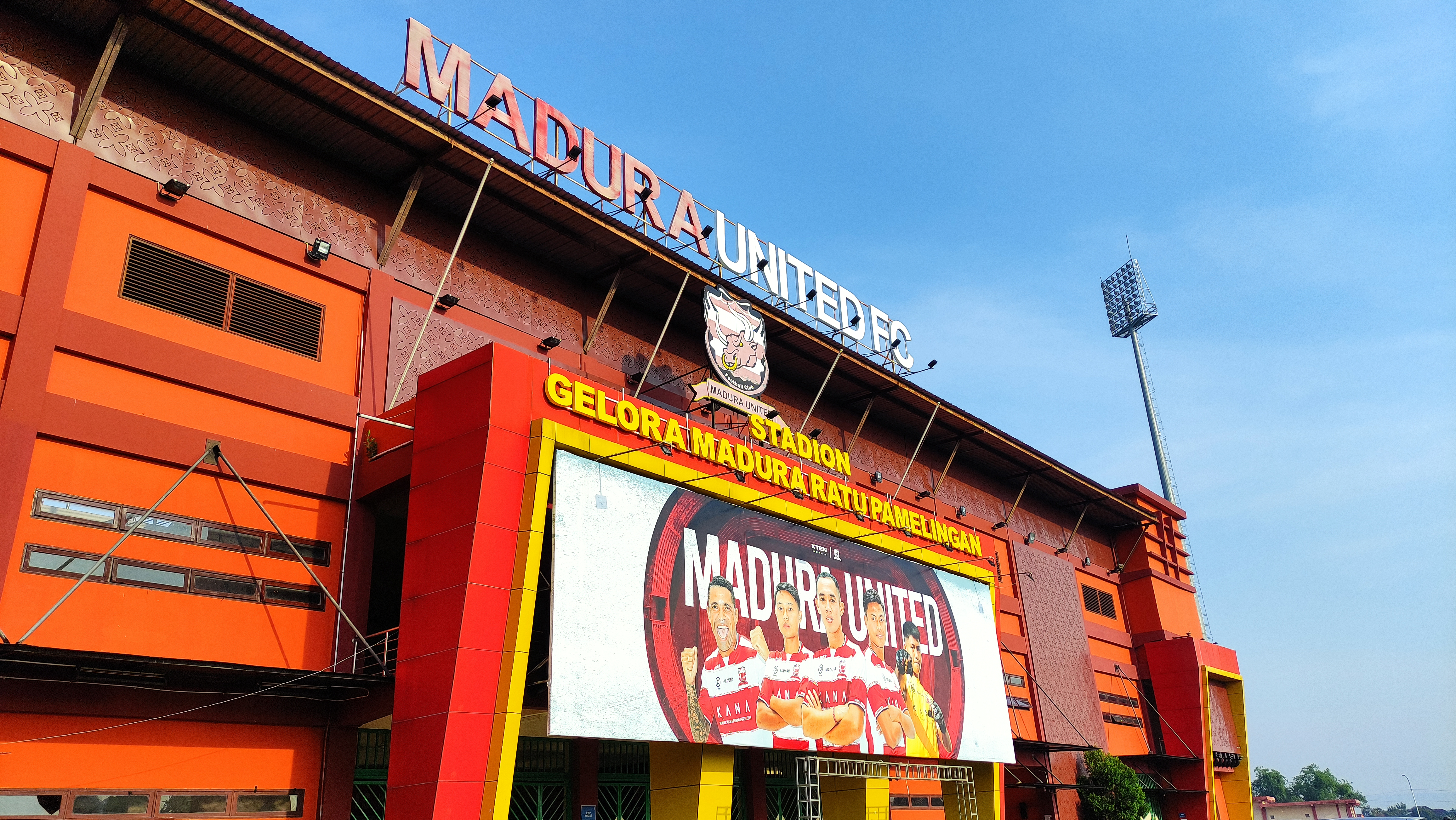
Стадіон «Гелора Мадура Рату Памелінган»

## Історія з 2016 року
10 січня 2016 року було укладено угоду за участю попереднього власника клубу «Персіпасі Бандунг Рая» Арі Деванто Сутеді з Хусодо Ангкосуброто, засвідченим засновником клубу «Пеліта Джая», та Нірваном Дермаваном Бакрі, про те, що право власності на клуб «Персіпасі Бандунг Рая» перейшло до нового власника, після клуб змінив місце перебування на острів Мадура. Клуб було перейменовано на «Мадура Юнайтед». Після покупки «Мадура Юнайтед» замінив «Персіпасі Бандунг Рая» в чемпіонаті Індонезії з футболу групи A 2016 року.
У 2024 році «Мадура Юнайтед» брав участь у першому турнірі Ліги виклику АФК 2024–25, де потрапивши в групу E разом із камбоджійським клубом «Преах Кхан Річ Свайрінг» і монгольським клубом «Фолконс», де клуб зіграв обидва матчі в Улан-Баторі. 27 жовтня 2024 року «Мадура Юнайтед» зустрілася з клубом «Фолконс», в якому було зреєстровано нульову нічию. У другому матчі для виходу до наступного етапу змагань індонезійській команді необхідно було здобути перемогу, і «Мадура Юнайтед» перемогла «Преах Кхан Річ Свайрінг» з рахунком 2-1, та вийшла до чвертьфіналу, де в березні 2025 року зустрінеться з тайваньською командою «Тайнань Сіті».

## Стадіон

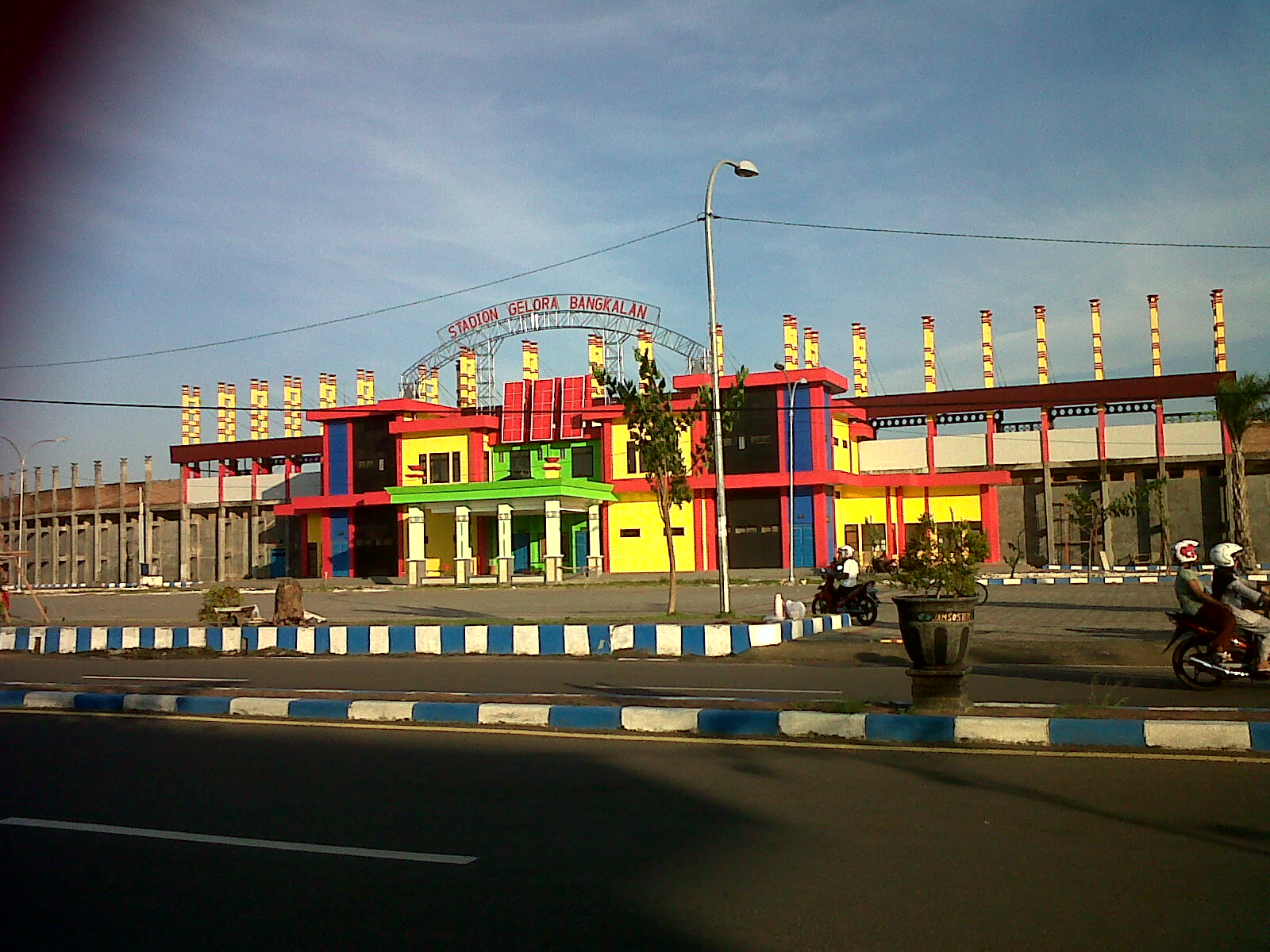
Стадіон «Гелора Бангкалан»

Клуб «Мадура Юнайтед» грає на стадіонах «Гелора Бангкалан» і «Гелора Рату Памелінган».

## Титули і досягнення
Як Пеліта Джая;
- Чемпіон ліги Галатама (3): 1988—1989, 1990, 1993—1994[5]
- Володар Піала Утама (1): 1992[6]